# Doanh thu
Doanh thu của doanh nghiệp là toàn bộ số tiền sẽ thu được do tiêu thụ sản phẩm, cung cấp dịch vụ, hoạt động tài chính và các hoạt động khác của doanh nghiệp. Trong kinh tế học, doanh thu thường được xác định bằng giá bán nhân với sản lượng.
Phần doanh thu có thêm nhờ sản xuất thêm được một đơn vị sản phẩm gọi là doanh thu biên. Nó có thể diễn đạt bằng tỷ lệ giữa mức thay đổi trong doanh thu với mức thay đổi trong sản lượng. Công thức tính doanh thu biên, vì thế có thể viết như sau:
{\displaystyle MR={\frac {dTR}{dQ}}}  (1)
trong đó MR là doanh thu biên, TR là doanh thu, còn Q là sản lượng. Do
{\displaystyle TR=P\cdot Q} (2)
trong đó P là giá bán sản phẩm. Từ (1) và (2) ta có:
{\displaystyle MR=P+Q\cdot {\frac {dP}{dQ}}}
Trong điều kiện thị trường cạnh tranh hoàn hảo, giá sản phẩm do thị trường quy định hoàn toàn, nên không phụ thuộc vào thay đổi sản lượng của hãng. Vì thế, dP/dQ bằng 0. Thành ra doanh thu biên sẽ bằng giá bán sản phẩm. Lấy ví dụ trong trường hợp về lúa gạo, giá lúa gạo do thị trường quy định, khi người nông dân bán thêm 01 đơn vị (01 kg) thì số tiền (doanh thu) của người nông dân tăng lên đúng bằng với giá của 01 kg lúa gạo. Doanh thu biên = giá sản phẩm.